# フレデリク・オッペゴール
フレデリク・オッペゴール（Fredrik Oppegård、2002年8月7日 - ）は、ノルウェー・オスロ出身のサッカー選手。AJオセール所属。ポジションはディフェンダー。

## クラブ経歴
2017年にKFUMオスロというアマチュアクラブを経てヴォレレンガ・フォトバルに加入し、リヴァプールFCやPSVアイントホーフェンの練習参加を経験した後の2019年11月、後者のPSVの下部組織に1シーズンのレンタル移籍という形で入団した。レンタル期間終了後の2020年4月10日、PSVアイントホーフェンと3年間のプロ契約を結んだ。同年12月19日、エールディヴィジのRKCヴァールヴァイク戦にて途中交代で数分間プレーしたことでPSVでのトップチームデビューを果たした。
2023年1月29日、ゴー・アヘッド・イーグルスに期限付き移籍。
2024年1月29日、ヘラクレス・アルメロに期限付き移籍。
2025年1月29日、AJオセールに3年半契約で移籍。

## 代表経歴
2017年からノルウェーの世代別代表に招集されている。